# Ульмская кампания
У́льмская кампания — серия военных маневров и сражений в 1805 году между армиями Франции и Баварии, с одной стороны, и Австрийской империи, с другой, во время войны третьей коалиции. Закончилась капитуляцией австрийской армии под Ульмом. Являлась основной и решающей кампанией войны третьей коалиции.

## Ход кампании
Для отвлечения Наполеона от задуманной им высадки в Англию, британский премьер-министр Питт создал коалицию, первенствующими членами коей были Австрия и Россия. По плану союзников, главные операции назначались в Северной Италии и в долине Дуная, причем на 2-м из этих театров должны были действовать: австрийская армия эрцгерцога Фердинанда (70 тысяч человек), под фактическим командованием генерал Мака, и русские войска Кутузова, прибытия которых Маку следовало выждать на линии реки Инн; затем, при успехе эрцгерцога Карла в Италии, обе эти массы предположено направить сообща во Францию. Но Мак не остановился на движении к Инну, a продолжил его ещё на 200 верст дальше, и 22 сентября расположился между Ульмом и Мемингеном.
Признавая за местностью абсолютное значение, он пренебрег обстановкой и считал, что кто владеет Ульмом, тот владеет и юго-западной Германией. Позиция его была прикрыта с фронта рекой Иллер, но правый фланг её, хотя и опиравшийся на укрепления Ульма, не был обеспечен от обхода, вследствие крайне незначительных сил Кинмайера (20 тысяч), оставленных для охраны операционной линии Мака вдоль Дуная. К 22-му же сентября головной эшелон Кутузова находился почти в 700 верстах от Ульма. Таким образом, преждевременное наступление Мака ещё более удаляло его от русских, удлинило его операционную линию и обнажило её справа. Между тем Мак не позаботился ни об обеспечении своей опасной коммуникационной линии, ни о должной разведке о противнике, особенно на своем правом фланге.
Наполеон, имея в виду, что войска союзников сильно разбросаны, поставил себе целью разбить их по частям и для 1-го удара избрал армию Мака, для чего и произвел стратегическое развертывание на линии Рейна и Майна, чтоб иметь охватывающую базу. Так как фронтальное наступление против Мака, при успехе, не отвечало цели, австрийцы отошли бы на соединение с Кутузовым, то Наполеон, в виду первоначального расположения своей армии y Булони, остановился на обходе Мака с правого фланга, или хоть на давлении на последнего. Эта основная идея операции (пока как предмет желания и изучения) проглядывала уже в инструкциях Наполеона Мюрату, Бертрану и Савари, посланных 25 и 28 августа для рекогносцировки путей от Рейна и Майна к Дунаю. Но желаемый обход требовал скрытности, a потому Наполеон принял соответственные меры: сообщил свой план лишь Бертье, Дарю и курфюрсту баварскому, запретил газетам говорить об армии, распустил ложные слухи и сам остался в Булони лишние 7 дней.

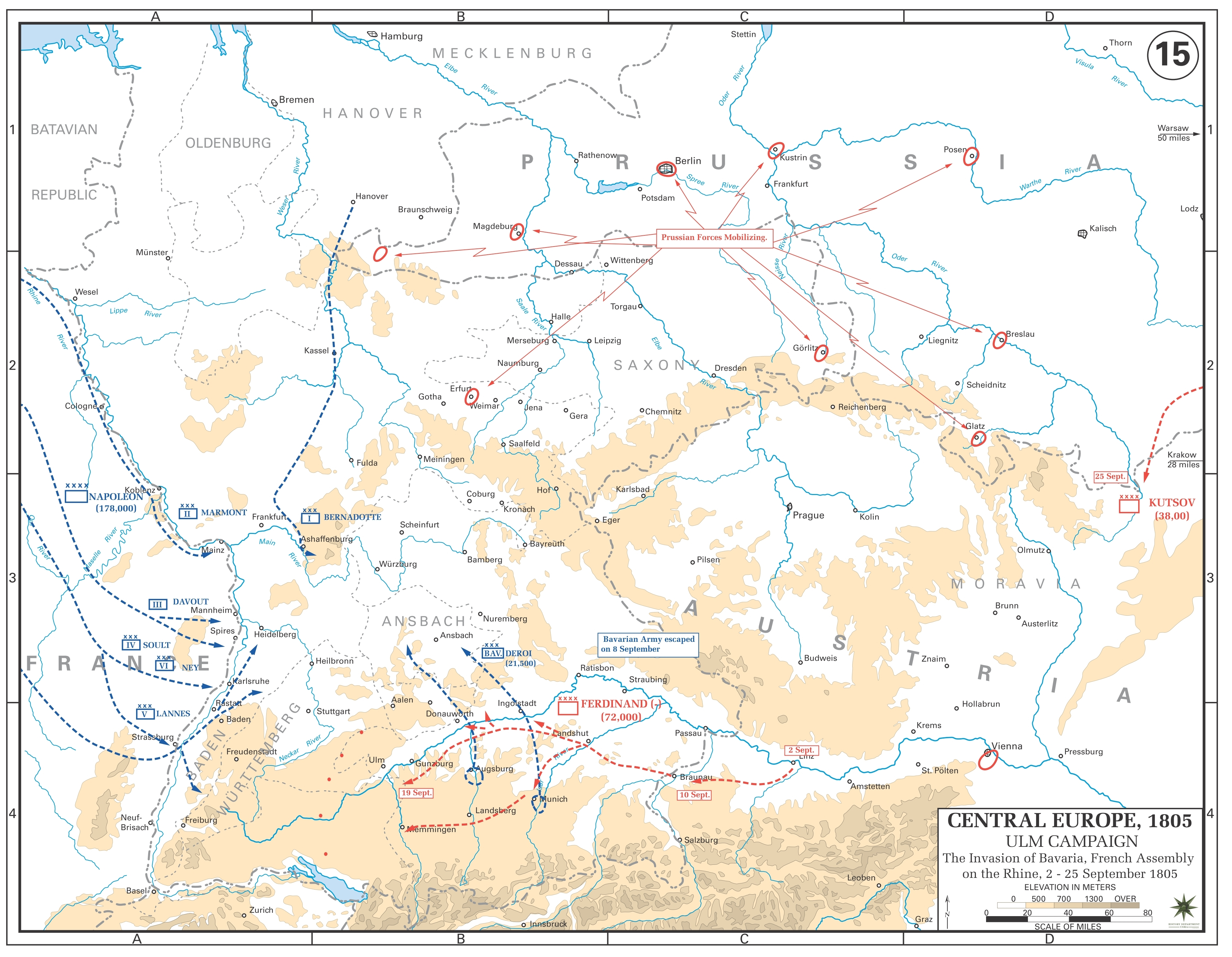
Ситуация на 2—25 сентября

Движение французских корпусов началось 27 августа; благодаря особым мерам Наполеона для ускорения марша, к 25 сентября французы развернулись на Рейне, пройдя 490 верст (от Булони) в 28 дней. На правом фланге, y Страсбурга, стали Мюрат и Ланн; в центре — Ней y Дурлаха, Сульт y Шпейера, Даву y Мангейма; на левом фланге, y Вюрдбурга, расположились к 30 сентября Бернадот, Мармон и баварцы. Таким образом получились 2 группы: рейнская — Мюрата (130 тысяч) и майнская — Бернадота (60 тысяч). Фронт — около 240 верст. Во время движения к Рейну, приказом 17 сентября, назначены пункты переправы корпусов через Рейн под прикрытием кавалерии и указаны пути дальнейшего следования к Дунаю, именно: Даву — y Мангейма, и через Гейльброн и Эльванген прибыть к Нёрдлингену 10 октября; Сульту — y Шпейера, и через Людвигсбург направиться к Аалену, куда прибыть 9 октября; Нею — y Карлсруэ, и через Штутгарт и Гёппинген достигнуть Ульма 7 октября; Ланну — y Келя, и через Фрейденштадт и Урах следовать также к Ульму, куда прибыть 9 октября; Бернадоту и Мармону, выступив 1 октября, быть в Вейсенбурге 9 октября. Итак, означенным приказом Наполеон желал к 9 октября сосредоточить армию на линии Вейсенбург — Аален — Ульм.
Основная идея предстоящей операции выражена в перенесении стратегического развертывания армии ближе к Дунаю, с обходом южной, менее доступной части Шварцвальда, при этом группировка значительных сил на левом фланге указала на намерение, при благоприятной обстановке, обойти правый фланг Мака. 18 сентября Наполеон, считавший до тех пор, что австрийцы стоят за рекой Траун, получил известие об их переправе через Лех и о дальнейшем наступлении в Баварию. Тогда, приказом 20 сентября, он стеснил сферу движения корпусов рейнской группы, в виду большой близости противника, и перенес её несколько на восток. Так, Даву была указана дорога через Неккарельц к Нёрдлингену, Сульту — прежний путь Даву, но на Аален, Нею — принять от Штутгарта более на север, на Гинген, a Ланну, свернув y Роттенбурга, двинуться через Тюбинген к Гёппингену. В тот же день Мюрат донес Наполеону о приближении австрийцев к Ульму. Это неосторожное наступление Мака дало возможность Наполеону придать своему маршу окончательно форму обхода правого фланга противника.
Приказом 22 сентября (предполагаемая дата) он перенес сферу движения своих корпусов ещё более на восток, предполагая переправиться через Дунай на пространстве Донаувёрт — Регенсбург. Это распоряжение вызывалось тем, что Мак, узнав об обходе, отступит на встречу Кутузову, a потому необходимы были более широкие размеры обхода, дабы и в случае правильных действий Мака, захватить его операционная линию. Но, вопреки ожиданию, австрийцы не думали уходить из-под Ульма, вследствие чего Наполеон сократил обход, перенеся сферу его вправо, с переходом через Дунай на линии Донаувёрт — Ингольштадт. В отданном на основании этого приказе (28 сентября) корпусам указаны следующего пути: Даву — Гейдельберг, Этинген, Нейбург; Сульту — Гейльброн, Элювангент, Донаувёрт; Ланну — Людвигсбург, Аален, Нересгейм; Нею — Штутгартт, Эслинген, Гейденгейм; Бернадоту — Анспах, Ингольштадт; Мармону — Ротенбург, Трейхтлинген, Насенфельс; резервной кавалерии — Штутгарт, Донаувёрт.

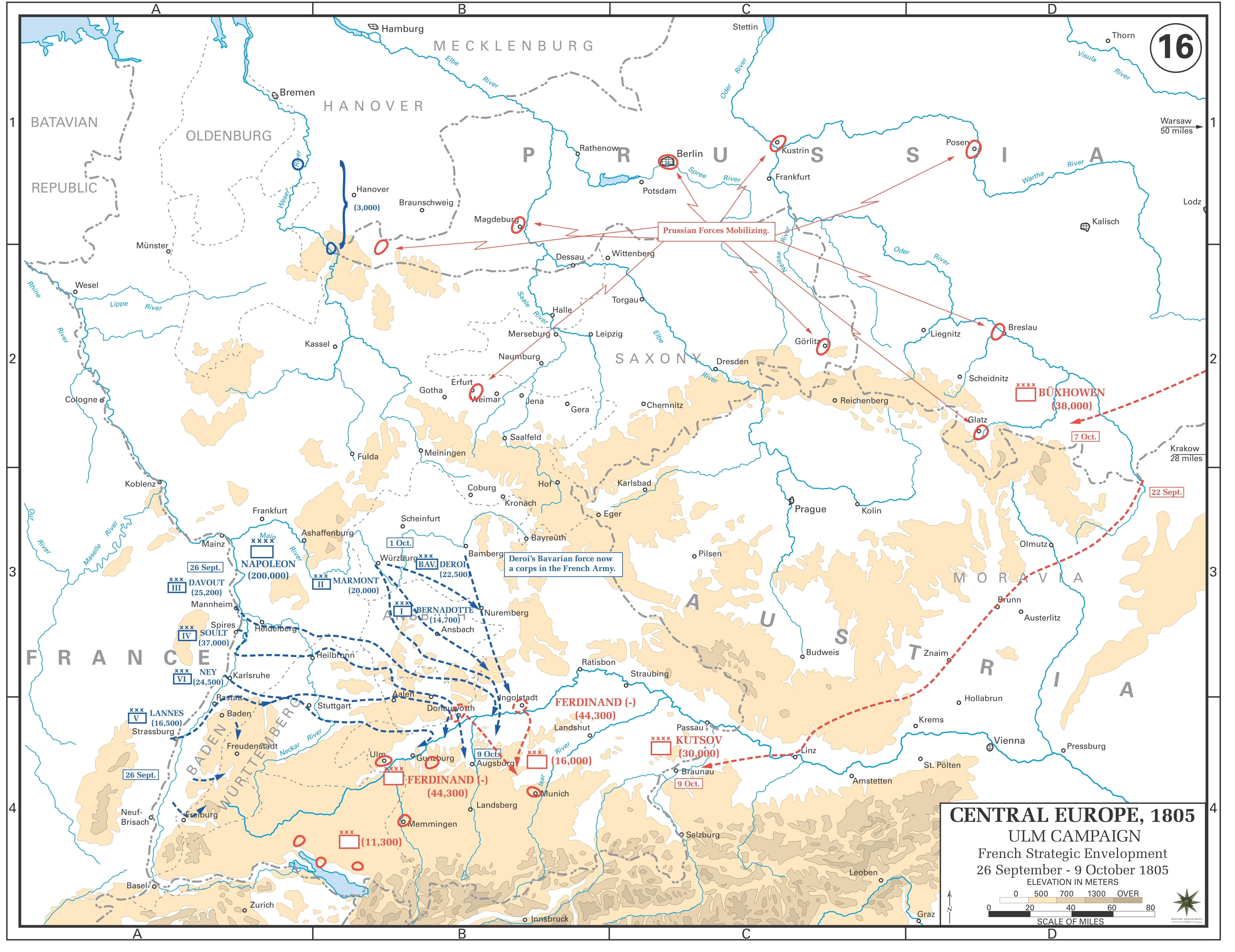
Ситуация на 26 сентября — 9 октября

25 и 26 сентября французы переправились через Рейн и двинулись по упомянутым дорогам. Чтобы обход имел более решающее значение, необходимо было, между прочим, заставить Мака дольше остаться под Ульмом, и с этой целью следовало убедить его, демонстрациями на фронте, что он будет атакован именно в этом направлении. В виду изложенного, Наполеон I:
1. приказал Ланну и Мюрату, составив боковой авангард, производить частые рекогносцировки Шварцвальдского дефиле впереди фронта Мака, и
2. двинул открыто свой правый фланг (Нея), в расчёте, что Макк примет его за левый[1].

Ожидания Наполеона оправдались, демонстрации Мюрата, заготовка им запасов к югу от Шварцвальда, поддержка его кавалерии пехотою Ланна, — все это убедило Мака в намерении Наполеона атаковать его с фронта, и он остался на позиции за рекой Иллер. В это время французские корпуса продолжили движение и к 1 октября сосредоточились на линии Штутгарт — Людвигсбург — Гейльброн — Ингельфинген — Вюрцбург — Бамберг, уменьшив этим свой фронт до 175 верст. Вследствие того, что демонстрации Мюрата и Ланна не могли долго вводить в заблуждение Мака и необходимо был, кроме того, иметь заслон, обеспечивавший справа флангов движение вблизи противника, Наполеон стянул к 3 октября, между Штутгартом и Людвигсбургом, до 45 тысяч (боковой авангард: Ней, 3 дивизии Мюрата и 1 дивизия Ланна); длина стратегического фронта в этот день (Штутгарт — Анспах — Нюрнберг) составляла до 120 верст. Это сосредоточение французских войск принято был Маком за желание Наполеона обойти южную часть Шварцвальдских гор, чтоб атаковать его всё-таки с фронта, со стороны Ридлингена, a потому он не покинул своей позиции, майнскую же группу принял лишь за обсервационный корпус против Пруссии.
Продолжая движение, французы 5 октября значительно приблизились к Дунаю, a стратегический фронт тянулся от Гмюндепа (гвардия), через Аален (Ланн), Эльванген (Сульт), Этинген (Даву), Гунценгаузен (Мармон и Бернадот) и Вейсенбург (баварцы), всего на 80 верст. При дальнейшем движении к переправам, Нею (пехотная дивизия Газана и драгунские дивизии Бурсье и Бараге-д’Илье, до 30 тысяч) приказано был остаться на левом берегу и занять позицию на реке Бренца, составив новый заслон не только для прикрытия переправы прочих корпусов, но и для обеспечения вообще всей операции (коммуникационной линии). В тот же день, обстановка для австрийских генералов настолько выяснилась, что Мак вынужден был, вследствие их настояний, принять меры для противодействия обходу. Но при этом, не соглашаясь с общим мнением своих подчинённых, он решился лишь на полумеру, переменив фронт с целью стать на участке Ульм — Гинцбург, продолжая, таким образом, подставлять свой фланг обходному движению (1-й план Мака).

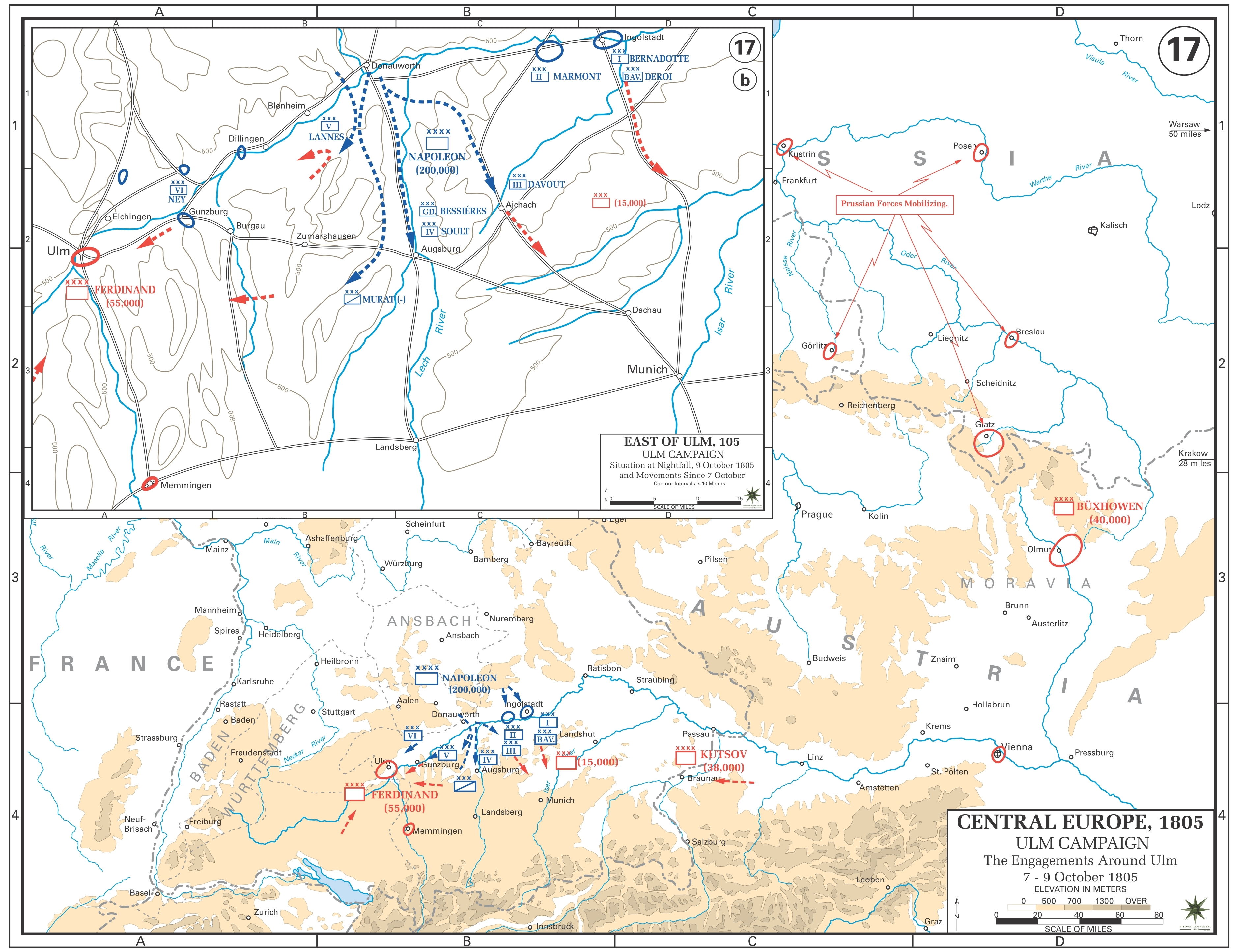
Ситуация на 7—9 октября

6 октября австрийцы сосредоточились на указанном пространстве, a из французских войск переправились на правый берег Мюрат, захвативший мост y Донаувёрта, и Сульт. 7 октября стратегический фронт французов на левом берегу Дуная тянулся, параллельно реке, от Гингена через Нёрдлингена до Эйхштедта, так как на 50-60 верст. Мюрат был y Райна, где отбросил слабый австрийский и отряд; Сульт шел к Аугсбургу. Чтоб обеспечить движение французских корпусов на правом берегу после переправы, к Бургау и Цузмаргаузену был выставлен новый авангард Мюрата и Ланна (до 40 тысяч). 7 октября Мак узнал о потере Донаувёртского моста. Предполагая, что на правом берегу находятся лишь незначительные силы французов, он решился их атаковать и двинул авангард Ауфенберга (2-й план); но вечером 7 октября эрцгерцог Фердинанд убедил Мака отступить к Инну, на соединение с Кутузовым (3-й план), для чего Мак отдал все распоряжения о начале движения 9 октября; таким образом, он потерял напрасно целый день.
8 октября Султ подошел к Аугсбургу, Ней — к Гинцбургу; Даву переправился y Нейбурга и двинулся к Айхаху; Мармон последовал за Даву; Бернадот и баварцы подходили к Ингольштадту; Мюрат, повернув от Райна к Вертингену, разбил там Ауфенберга, a Ланн, переправившись по Мюнстерскому мосту, пошел за Мюратом к Бургау; следовательно до 70 тысяч (Мюрат, Сульт и Ланн) сосредоточились на прямом пути отступления Мака по правому берегу. 9 октября, к 12 часам дня, австрийцы дошли уже до Бургау, когда было получено известие о вертингенском бое; тогда Мак отказался от своего плана в пользу отступления через Гинцбург по левому берегу Дуная (4-й план). Но 9 октября Ней, по приказанию Наполеона (следовало иметь в своих руках возможно больше мостов через Дунай), овладел Гинцбургским мостом, и эта потеря заставила Мака отойти к Ульму, чтобы через Нёрдлинген отступить в Богемию (5-й план). Вследствие утомления войск, отступление назначено было на 11 октября.

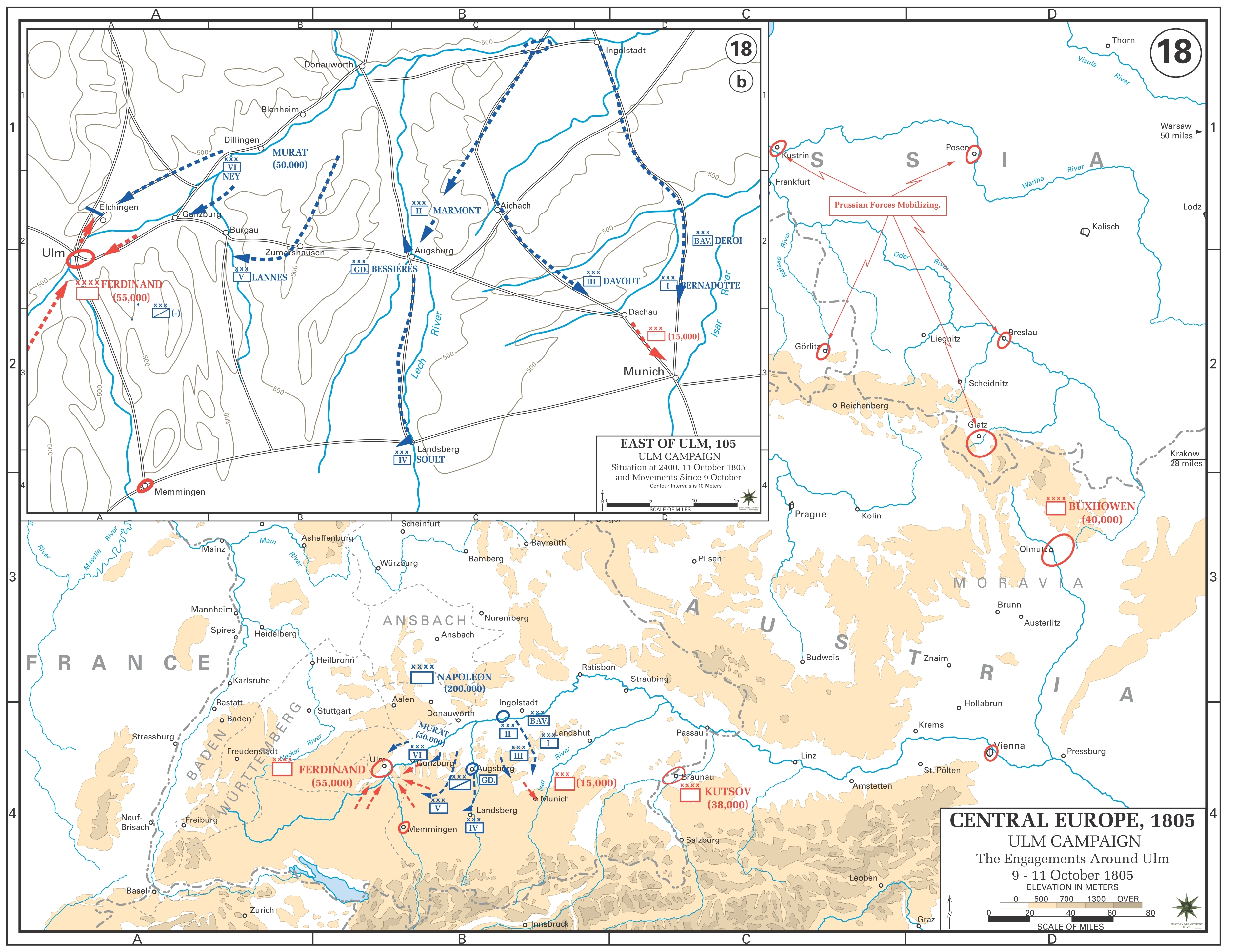
Ситуация на 9—11 октября

В виду возможной опасности от приближения Кутузова, Бернадот и Даву стали 11 октября y Мюнхена и Дахау, фронтом на восток; прочие корпуса (кроме Нея) расположились на правом берегу, фронтом на запад; Ней — y Гинцбурга, на обоих берегах; сам же Наполеон отправился в Мюнхен, чтобы ориентироваться насчет Кутузова; временное начальство над право-фланговыми корпусами вверено Мюрату. Узко поняв инструкцию Наполеона, Мюрат решил сосредоточить все войска на правом берегу, a потому приказал Нею перевести свой корпус с левого берега; Ней исполнил это приказание лишь отчасти, а именно, оставил y Альбека дивизию Дюпона с кавалерийской бригадой и в 12 верстах сзади — дивизию спешенных драгун Бараге. По диспозиции Мака, австрийцы начали движение в 15:00 11 октября, и между Гаслахом, Альбеком и Юнингеном произошло столкновение их авангарда с перешедшим в наступление Дюпоном. Благодаря искусству и находчивости Дюпона, скрывшего свою слабость, Мак, несмотря на тактическую победу, решил, что путь на Нёрдлинген для него закрыт и приказал войскам вернуться в Ульм, чтобы выждать на этой позиции дальнейшего развития событий (6-й план).
12 октября Мюрат и Ланн находились на линии Вейсенгорн — Пфуль — Фальгейм; справа к ним примыкал Ней; гвардия был в Цузмаргаузене, Мармон — в Тангаузене, Сульт — в Миндельгейме; Дюпон отошел к реке Бренца; таким образом под Ульмом сосредоточилось до 120 тысяч, и с востока он уже был тесно блокировав. К вечеру 12 октября Мак, уступая настойчивым требованиям эрцгерцога Фердинанда и большинства генералов, решил 13 октября выступить из Ульма и направиться в Богемию по левому берегу Дуная (7-й план). 13 октября, утром, австрийцы начали отступление, и к вечеру корпус Вернека (16 тысяч) подошел к Гербертингену, a Риша — к Эльхингену, так что, при безостановочном продолжении движения, большая часть армии могла уйти; но в это время явился к Маку подосланный Наполеоном шпион, сообщавший о высадке англичан в Булони, революции в Париже и о полном отступлении французов к Штутгарту; тогда Мак приказал войскам вернуться к Ульму, чтобы 14 октября преследовать отступавших (в его воображении) французов (8-й план). Но об этой перемене плана не был сообщено Ришу, ночевавшему y Эльхингена.

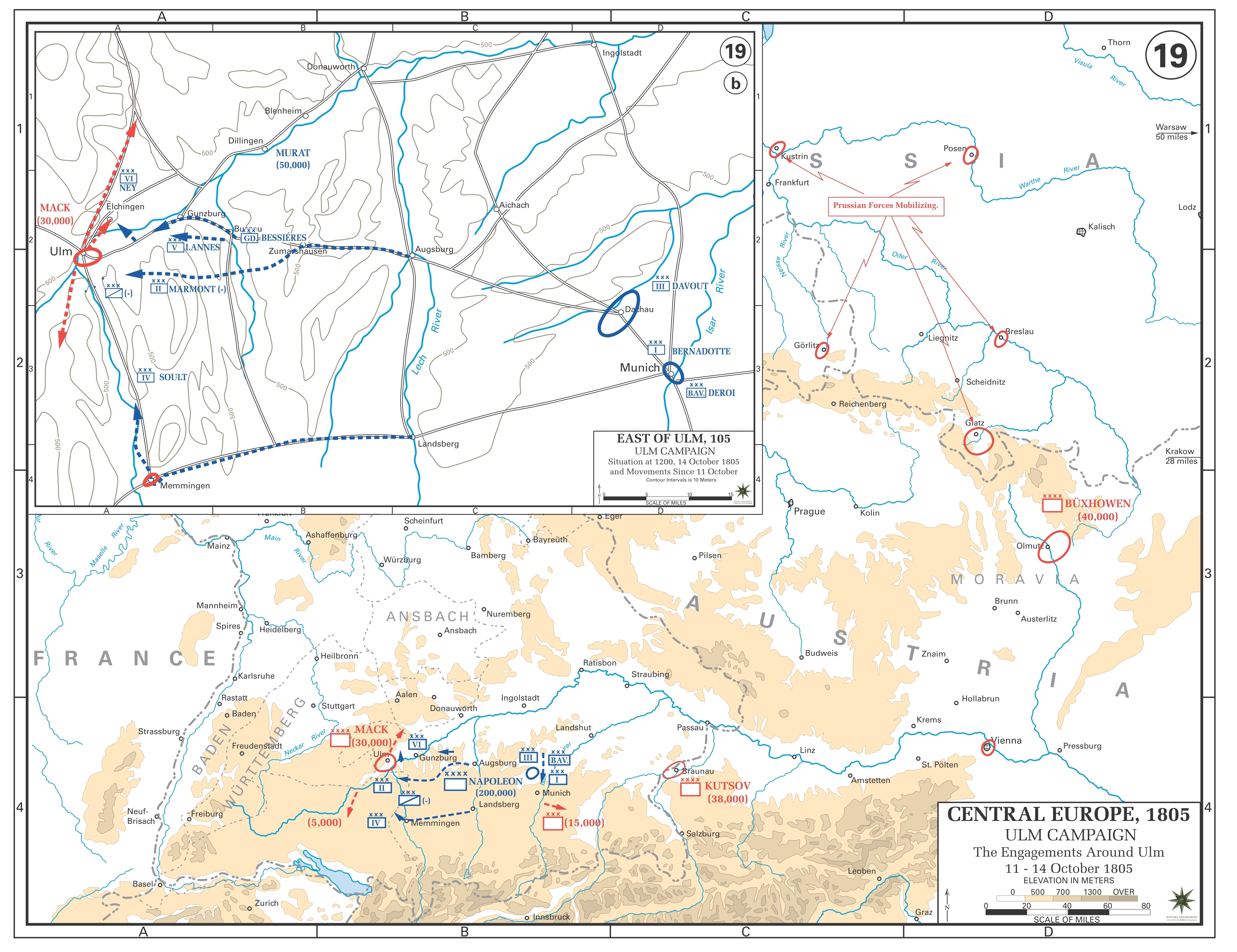
Ситуация на 11—14 октября

14 октября французы ещё более стеснили блокаду. Ней атаковал и отбросил к Ульму войска Риша, Ланн овладел высотою y Капельнберга, Мармон захватил мост через Иллер (у самого устья), a Сульт овладел Мемингеном и тот час направился к Бибераху, чтобы перехватить последний путь отступления Мака в Тироль. Но Мак продолжал верить в отступление французов и настаивал на необходимости оставаться под Ульмом (9-й план). Тогда эрцгерцог Фердинанд, с 12 эскадронами, ночью ушел из Ульма по дороге на Аален, для соединения с Вернеком. К 7 часам утра 15 октября, после ночных передвижений, французы заняли следующего места: Ней — от Морунгена до Юнингена, правее его — Бурсё, Ланн — один на альбекской дороге, гвардия — в Тальфнигене. Нансути — за нею, Мармон — y ульмского тет-де-пона; спешенные драгуны охраняли ближайшие мосты; Сульту приказано ускорить движение. Главная атака предполагалась на левом берегу, a Мармон должен был сначала удерживать австрийцев в Ульме и прикрывать дорогу на Гинцбург, a затем, при развитии боя на левом берегу, тоже решительно атаковать.
В полдень Ней и Ланн произвели атаку и захватили Михельсбергские высоты. Штурм был назначен на следующего день, но предварительно (вечером 15 октября) Наполеон послал к Маку Сегюра объяснить его положение. Увидев истинную обстановку, Мак согласился на переговоры о сдаче, но потребовал 8-дневного перемирия. 16 октября Сегюр вновь явился к Маку с предложением сдачи Ульма и армии военнопленною, на что срока дано 6 дней. Собранный Маком военный совет отказал, и тогда Наполеон начал бомбардировать город (в слабой степени). Вместе с тем, узнав, что его операционная линия не безопасна, он отправил Мюрата (14 тысяч) к Нёрдлингену, чтоб очистить страну от неприятеля. 17 октября Мак, устрашенный бомбардированием, отправился к Наполеону и подписал капитуляцию о сдаче армии, если до ночи 26 октября не будет выручен русскими или австрийские войсками; в последнем случае гарнизон получал право свободного выхода с оружием и обозами для присоединения к деблокировавшей его армии.
Эта статья, редактированная самим Маком, был весьма важна в его глазах, как снимавшая с него ответственность перед императором. Наполеон, хорошо знавший несбыточность надежды Мака, охотно включил её в условия сдачи. 18 октября корпус Вернека, настигнутый Мюратом, сдался на капитуляцию, и коммуникационная линия Наполеона стала опять безопасной. Тем не менее расположение на месте в течение нескольких дней сосредоточенных масс представляло значительные неудобства и затруднения; необходимо было сократить срок их пребывания под Ульмом, и с этой целью Наполеон вновь пригласил к себе Мака, представил ему неосновательность расчёта на возможную помощь и предложил сократить срок; вместе с тем Бертье дал честное слово Маку, что до Инна нет ни одного австрийские солдата. Тогда Мак подписал дополнительное условие с обязательством сдать Ульм на следующий день, но притом только, чтобы корпус Нея не покидал крепость до истечения первоначально назначенного срока; уступка эта не имела для Наполеона значения, так как в Ульме все равно пришлось бы оставить достаточные силы для наблюдения за пленными. 19 октября состоялась капитуляция 30-и тысячной австрийской армии.

## Значение
Ульмская кампания считается одним из величайших исторических примеров стратегического обходного маневра. Рассматривая выдающиеся черты Ульмской операции, необходимо, по мнению генерала Леера, причислить её к классическим образцам стратегического искусства. Действительно, все частные задачи, на которые расчленяется операция (постановка цели, выбор направления, организация армии, стратегическое развертывание её, организация марша-маневра (скрытность и безопасность), преобладание расчёта над случайностями и безопасность всей операции [кроме времени с 9 по 14 октября], получили вполне правильное решение, как с точки зрения основных принципов, так и с точки требований обстановки. Настолько же поучительным образом, но в отрицательном смысле, являются действия Мака, вытекавшие из его сильной воли и подчинения всей операции предвзятой идее, в связи с большим пренебрежением к обстановке. Великая армия вторглась в 1805 году на фронте шириной 100 миль (161 км), что стало для австрийцев полной неожиданностью и заставило их недооценить серьезность ситуации.
Существует мнение, что причиной ошибки в планировании совместных действий австрийской и русской армий стала 12-дневная разница в календарях что, в свою очередь, сыграло роль в поражении австрийской армии при Ульме и последующем поражении союзников при Аустерлице.